# Corydoras reticulatus
Corydoras reticulatus (Fraser-Brunner , 1938) è un pesce osseo d'acqua dolce, appartenente alla famiglia Callichthyidae. 

## Distribuzione e habitat
Endemico della parte inferiore del bacino idrografico del Rio delle Amazzoni.

## Descrizione
Raggiunge una lunghezza di 6,1 cm.

## Riproduzione
La femmina depone fino a 100 uova. Queste vengono fecondate a gruppi di 2-4 mentre si trovano tra le pinne ventrali della femmina, quindi vengono deposte e si attaccano al substrato. Il processo viene ripetuto fino a che non sono state deposte tutte le uova.

## Alimentazione
Si nutre di piccoli crostacei, insetti vermi e anche sostanze vegetali.

## Acquariofilia
Si può allevare in acquario.